# Ekumenizm

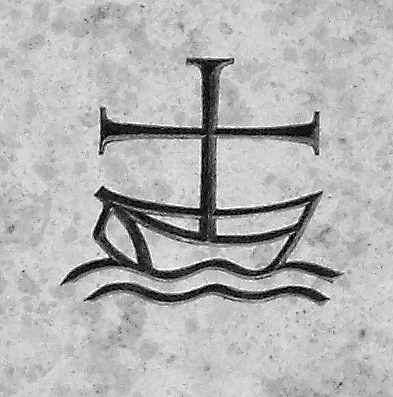
Symbol ekumenizmu

Ekumenizm lub ruch ekumeniczny (z gr. οικουμένη oikumene „zamieszkana ziemia”) – ruch pomiędzy różnymi tradycjami chrześcijaństwa dążący do rozwinięcia bliższej współpracy i lepszego zrozumienia. Głównym narzędziem ekumenizmu jest dialog i wspólna modlitwa. Zasięg dialogu ekumenicznego może obejmować lokalne, regionalne, krajowe bądź światowe chrześcijańskie wspólnoty religijne, a jego forma może przybrać zarówno porozumienia dwustronne, jak i wielostronne. Największą i najbardziej wpływową reprezentację ruchu ekumenicznego stanowi Światowa Rada Kościołów, obejmująca dialogiem ponad 350 Kościołów tradycji protestanckiej, anglikańskiej, starokatolickiej i prawosławnej w ponad 120 państwach.

## Historia ruchu ekumenicznego

### Początki ruchu
Ruch ekumeniczny narodził się w XIX wieku pod wpływem przewrotów politycznych i szerzącego się zeświecczenia społeczeństwa. Druga połowa XIX wieku to okres powstawania międzynarodowych związków chrześcijańskich (np. Alians Ewangeliczny) i światowych związków wyznaniowych (np. Konferencja Biskupów Anglikańskich w Lambeth).
W 1910 roku w Edynburgu odbyła się I Światowa Konferencja Misyjna, która zapoczątkowała następną fazę rozwoju ruchu ekumenicznego, stając się wzorem do naśladowania dla późniejszych podobnych wydarzeń. Powołany podczas konferencji Komitet Kontynuacji Pracy w 1921 roku przekształcił się w Międzynarodową Radę Misyjną, dając początek misyjnemu nurtowi ruchu ekumenicznego. W dwudziestoleciu międzywojennym powstały także dwa kolejne nurty – doktrynalny i praktyczny, reprezentowane odpowiednio przez Komisję Wiara i Ustrój Kościoła oraz Komisję Praktyczne Chrześcijaństwo. W ich pracach brali udział przedstawiciele Kościołów anglikańskich, protestanckich, prawosławnych i starokatolickich. Komisja Wiara i Ustrój Kościoła skupiła się na pracach, związanych z zacieraniem różnic w doktrynach i strukturach kościelnych. Jej pracom zostały poświęcone konferencje o zasięgu światowym w Lozannie w 1927 roku i Edynburgu w 1937 roku. Komisja Praktyczne Chrześcijaństwo dążyła do uświadomienia chrześcijanom potrzeby pokojowego rozwiązania konfliktów na tle religijnym. Komisja ta zorganizowała światowe konferencje w Sztokholmie w 1925 roku i Oksfordzie w 1937 roku. W 1938 roku nurty doktrynalny i praktyczny połączyły się, powołując Komitet Tymczasowy Światowej Rady Kościołów.
W 1948 roku w Amsterdamie odbyło się I Zgromadzenie Ogólne, w którym wzięli udział przedstawiciele 147 Kościołów: 351 delegatów, głównie protestanckich i mniejszych starożytnych Kościołów orientalnych (przedchalcedońskich) z 44 krajów. W Zgromadzeniu brała też udział niewielka delegacja Patriarchatu Konstantynopola i Greckiego Kościoła Prawosławnego. Nie uczestniczyły w spotkaniu Rosyjski Kościół Prawosławny i Kościół katolicki. Pierwsza sesja została oficjalnie zapoczątkowana ekumenicznym nabożeństwem, sprawowanym 22 sierpnia 1948 roku w Nieuwe Kerk. Wynikiem zjazdu było powołanie Światowej Rady Kościołów. Mimo iż w skład Rady weszli reprezentanci Patriarchatu Konstantynopola, Greckiego Kościoła Prawosławnego oraz Kościołów przedchalcedońskich i starokatolickich, jej skład przez prawie półtorej dekady pozostawał zdominowany przez przedstawicieli Kościołów protestanckich Europy Zachodniej i Ameryki Północnej, co niekorzystnie odbijało się na kierunku jej pracy ekumenicznej. Przełom nastąpił podczas III Zgromadzenia Ogólnego Światowej Rady Kościołów, który miał miejsce w 1961 roku Nowym Delhi. Do Światowej Rady Kościołów przyłączyły się Międzynarodowa Rada Misyjna, wszystkie Kościoły prawosławne Europy Środkowo-Wschodniej, kilkanaście Kościołów różnych tradycji z Afryki i Azji i dwa Kościoły w tradycji zielonoświątkowej. Światowa Rada Kościołów stała się głównym nierzymskokatolickim reprezentantem ruchu ekumenicznego.

### Włączenie się do ruchu Kościoła rzymskokatolickiego

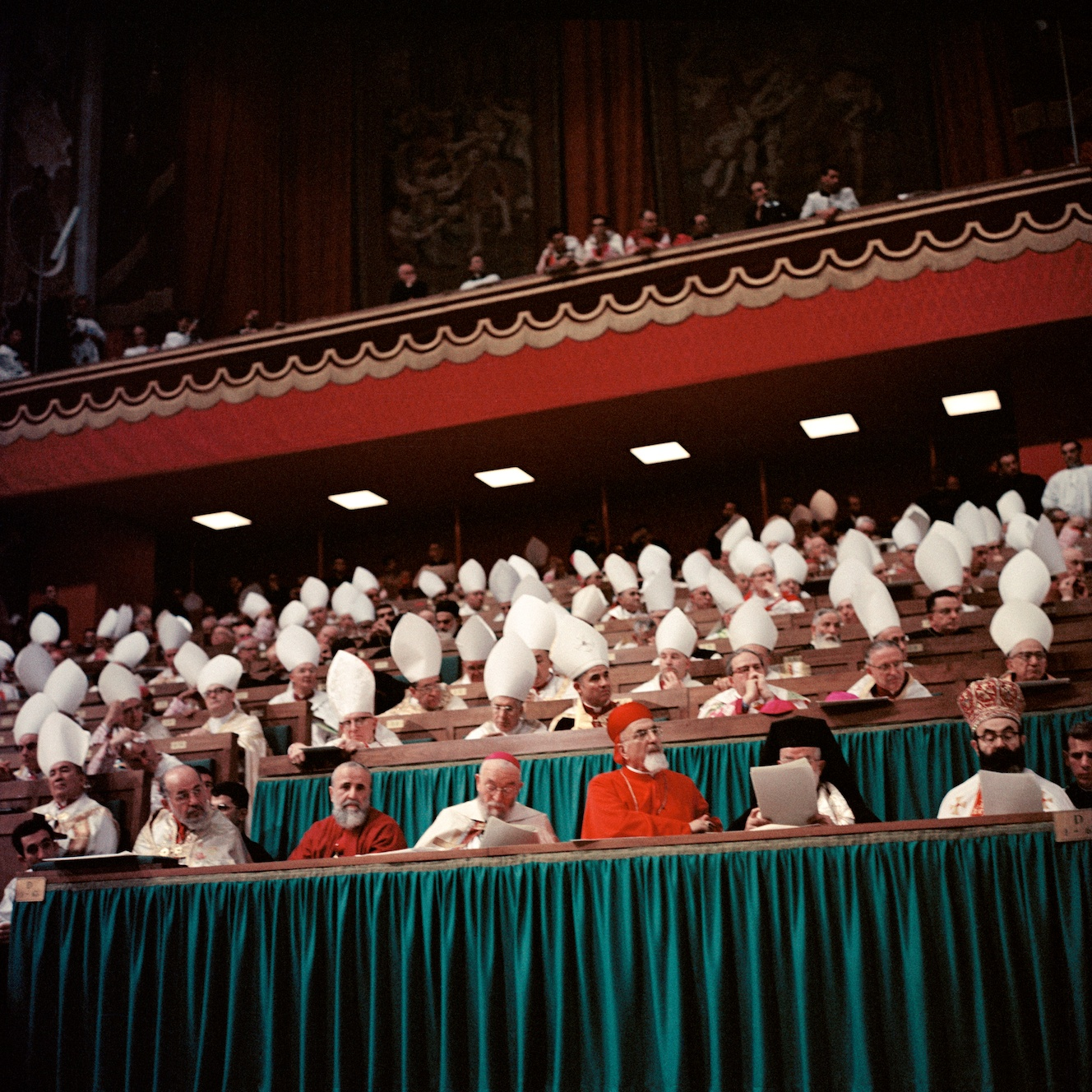
II Sobór Watykański

We wczesnym stadium rozwoju ruchu ekumenicznego Kościół rzymskokatolicki trwał na stanowisku, że jedyną drogą do jedności chrześcijan to powrót na jego łono. W 1919 roku Święte Oficjum ograniczyło katolikom udział w pracach ekumenicznych. W 1928 roku papież Pius XI w swojej encyklice Mortalium animos ogłosił, że ekumenizm negatywnie wpływa na wiarę. Dostrzegając rosnące pragnienie jedności wśród chrześcijan (także wśród katolików), wskazywał na błędy poglądowe, które, mimo iż opierały się na miłości bliźniego, uderzały w doktrynę o jedności Kościoła Chrystusowego, prowadząc do panchrystianizmu.
W 1948 roku Święte Oficjum monitum Cum compertum nie pozwalało katolikom na obecność w Zgromadzeniu Ogólnym Światowej Rady Kościołów w Amsterdamie. Stosunek Kościoła rzymskokatolickiego do ruchu ekumenicznego zmienił się w czasach pontyfikatu Jana XXIII. Podczas prac przygotowawczych do II Soboru Watykańskiego w 1960 roku powołany został Sekretariat ds. Jedności Chrześcijan, którego zadaniem było nawiązanie kontaktów z Kościołami nierzymskokatolickimi. W 1961 roku rzymskokatolickim obserwatorom pozwolono na udział w III Zgromadzeniu Ogólnym w Nowym Delhi. W latach 1962–1965 na obrady II Soboru Watykańskiego Kościół rzymskokatolicki zaprosił z kolei obserwatorów Kościołów nierzymskokatolickich. Podczas prac soboru Kościół rzymskokatolicki opracował trzy dokumenty – Konstytucja dogmatyczna o Kościele, Dekret o ekumenizmie oraz Dekret o Kościołach Wschodnich Katolickich. Określił w nich swój stosunek do ekumenizmu, twierdząc, że poza obrębem jednego świętego, katolickiego i apostolskiego Kościoła Chrystusowego istnieją łaski prawdy i uświęcenia, które, będąc właściwe dla Kościoła katolickiego, prowadzą do jedności z nim. Członkowie ruchu ekumenicznego działają z natchnienia Ducha Świętego i pozostają we wspólnocie z Kościołem katolickim poprzez sakrament chrztu.
Wbrew oczekiwaniom po II Soborze Watykańskim Kościół rzymskokatolicki ze względu na rozbudowaną hierarchę i strukturę nie przyłączył się do Światowej Rady Kościołów, niemniej nawiązał z nią współpracę w ramach powstałej w 1965 roku Wspólnej Grupy Roboczej, która w 1967 roku w drugim raporcie ogłosiła, że jedynemu ruchowi ekumenicznemu winny służyć zarówno Kościół rzymskokatolicki, jak i Światowa Rada Kościołów. W latach 1968–1982 Komisja Wiara i Ustrój Światowej Rady Kościołów, w której obradach jako pełnoprawni członkowie uczestniczyli również teologowie katoliccy, opracowała tzw. dokument z Limy, określający wspólny pogląd Kościołów chrześcijańskich na chrzest, Eucharystię i duszpasterstwo. Do zgodności między Kościołami chrześcijańskimi doszło także w sprawach apostolskości, katolickości, formacji ekumenicznej, hierarchii prawd, wspólnych świadectw i prozelityzmu. Nawiązano współpracę na płaszczyznach etyki społecznej, misji, ewangelizacji, roli świeckich w Kościele oraz wzajemnego wsparcia.

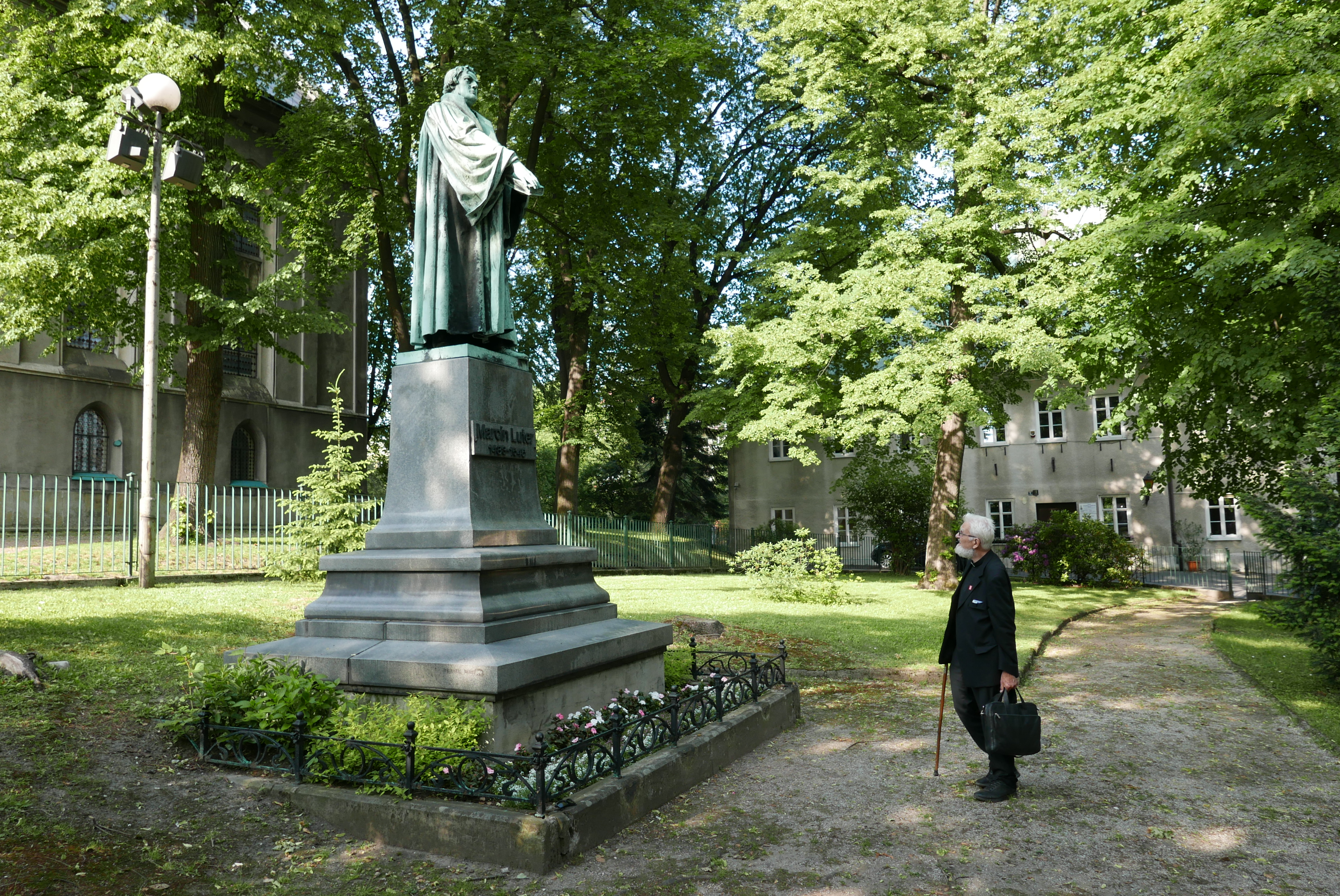
Ks. Adam Boniecki pod jedynym w Polsce pomnikiem Marcina Lutra w Bielsku-Białej.

W okresie pontyfikatu Jana Pawła II zaangażowanie Kościoła rzymskokatolickiego w ruch ekumeniczny nasiliło się. Sprzyjały temu jego liczne podróże apostolskie. W trakcie niektórych z nich spotykał się z przedstawicielami Kościołów nierzymkokatolickich i organizacji ekumenicznych. Podczas innych odwiedzał państwa, gdzie większość ludności stanowili wyznawcy nierzymskiego katolicyzmu. Do pozostałych aspektów działalności papieskiej na rzecz szerzenia ruchu ekumenicznego należały: zorganizowanie w 1986 roku w Asyżu Dnia Modlitw o Pokój, wyznanie win Kościoła rzymskokatolickiego wobec niekatolików, wydanie w 1983 roku Listu z okazji 500-lecia urodzin M. Lutra, w 1995 – listu apostolskiego Orientale lumen. Jan Paweł II podjął działalność w kierunku dialogu ekumenicznego, m.in. przyjmując w 1994 roku wspólnie z Asyryjskim Kościołem Wschodu deklarację chrystologiczną.
W 1995 roku wydał encyklikę Ut unum sint, która podsumowała trzy dekady działalności Kościoła rzymskokatolickiego na rzecz ekumenizmu. W dokumencie papież stwierdził, że Kościół rzymskokatolicki włączył się w dzieło pojednania chrześcijan, pozostał przy tym na stanowisku odnośnie do prawdy i uświęcenia, przyjętym na II Soborze Watykańskim. Ogłoszona w 2000 roku przez Kongregację Nauki Wiary deklaracja Dominus Iesus wykazała trudności, jakie sprawia uznanie przez Kościół rzymskokatolicki wspólnot protestanckich za Kościoły.

## Ekumenizm na szczeblu lokalnym

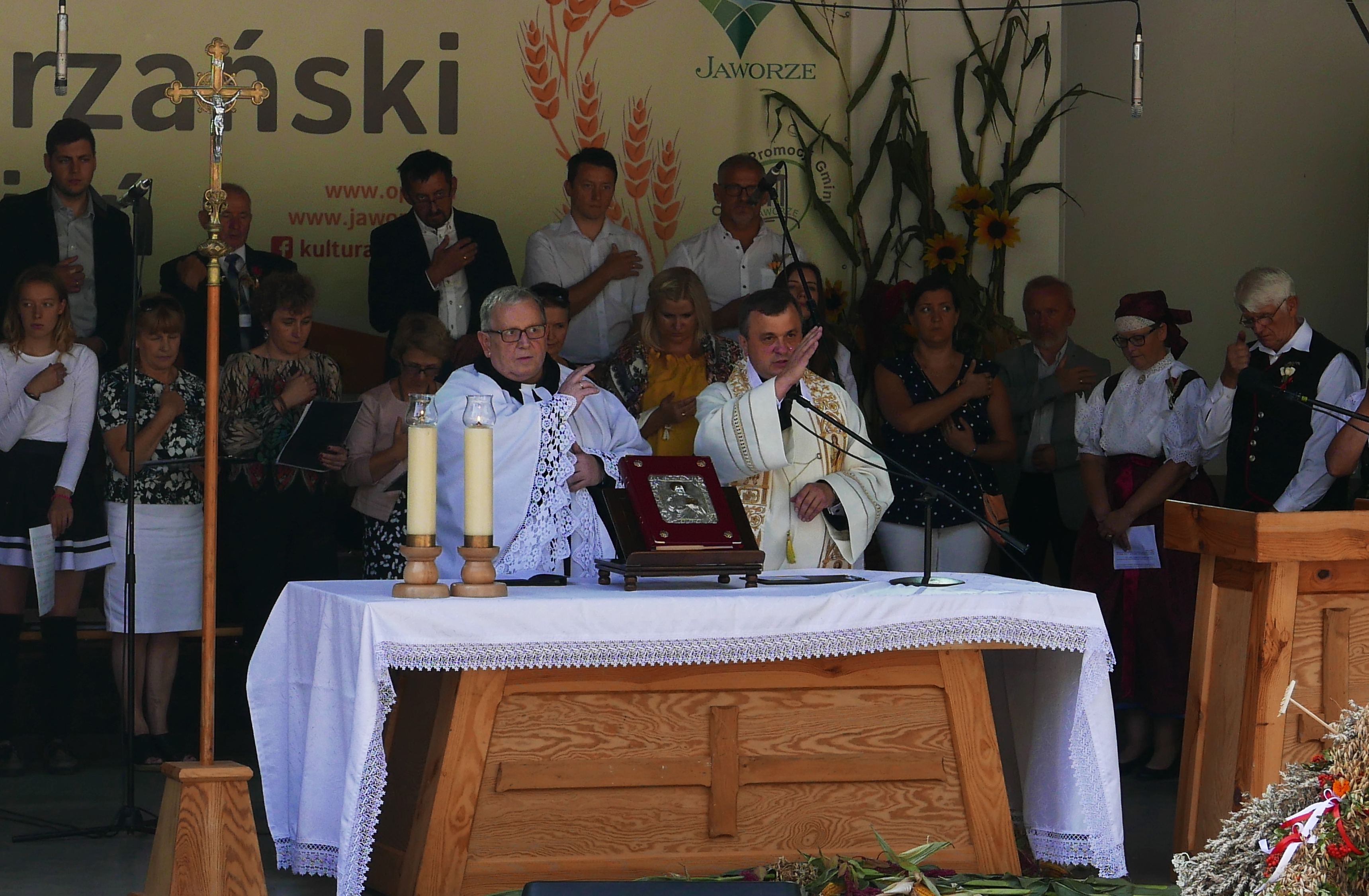
Nabożeństwo ekumeniczne celebrowane przez przedstawicieli Kościołów rzymskokatolickiego i ewangelickiego w Jaworzu na Śląsku Cieszyńskim z okazji dożynek w 2018 roku.

Pierwsze próby nawiązania pracy na szczeblu regionalnym w ramach ruchu ekumenicznego pojawiły się pod koniec lat pięćdziesiątych XX wieku. Na określonym obszarze geograficznym zawiązywały się ekumeniczne konferencje regionalne, zrzeszające Kościoły różnych wyznań oraz zajmujące się problematyką w skali danego regionu. W skład ekumenicznych konferencji regionalnych przyjmowane są także Kościoły, nienależące do Światowej Rady Kościołów. Do pracy na rzecz pojednania chrześcijan na płaszczyźnie regionalnej Kościół rzymskokatolicki dołączył po II Soborze Watykańskim, powołując regionalne konferencje episkopalne.
Współpraca ekumeniczna na szczeblu krajowym rozpoczęła się wraz z powstaniem w 1921 roku Międzynarodowej Rady Misyjnej, która pod koniec lat czterdziestych XX wieku zrzeszała ponad 30 chrześcijańskich rad krajowych. W 1961 roku Międzynarodowa Rada Misyjna weszła w skład Światowej Rady Kościołów, a jej składowe – chrześcijańskie rady krajowe – zostały pełnoprawnymi członkami Konferencji ds. Misji Światowej i Ewangelizacji Światowej Rady Kościołów. Po drugiej wojnie światowej na szczeblu krajowym zaczęły powstawać także ekumeniczne lub kościelne rady krajowe, które nie były związane z działalnością misyjną. Na początku XXI wieku takich rad, wschodzących w skład Światowej Rady Kościołów jako rady stowarzyszone, było pięćdziesiąt cztery. Kościół rzymskokatolicki nawiązał współpracę z kościelnymi lub ekumenicznymi radami krajowymi po II Soborze Watykańskim, a jej charakter określił w wydanym w 1975 roku przez Sekretariat ds. Jedności Chrześcijan dokumencie Współpraca ekumeniczna na płaszczyźnie regionalnej, krajowej i lokalnej. Na początku XXI wieku Kościół rzymskokatolicki jako pełnoprawny członek uczestniczył w działalności ponad trzydziestu rad krajowych.

## Dialogi ekumeniczne

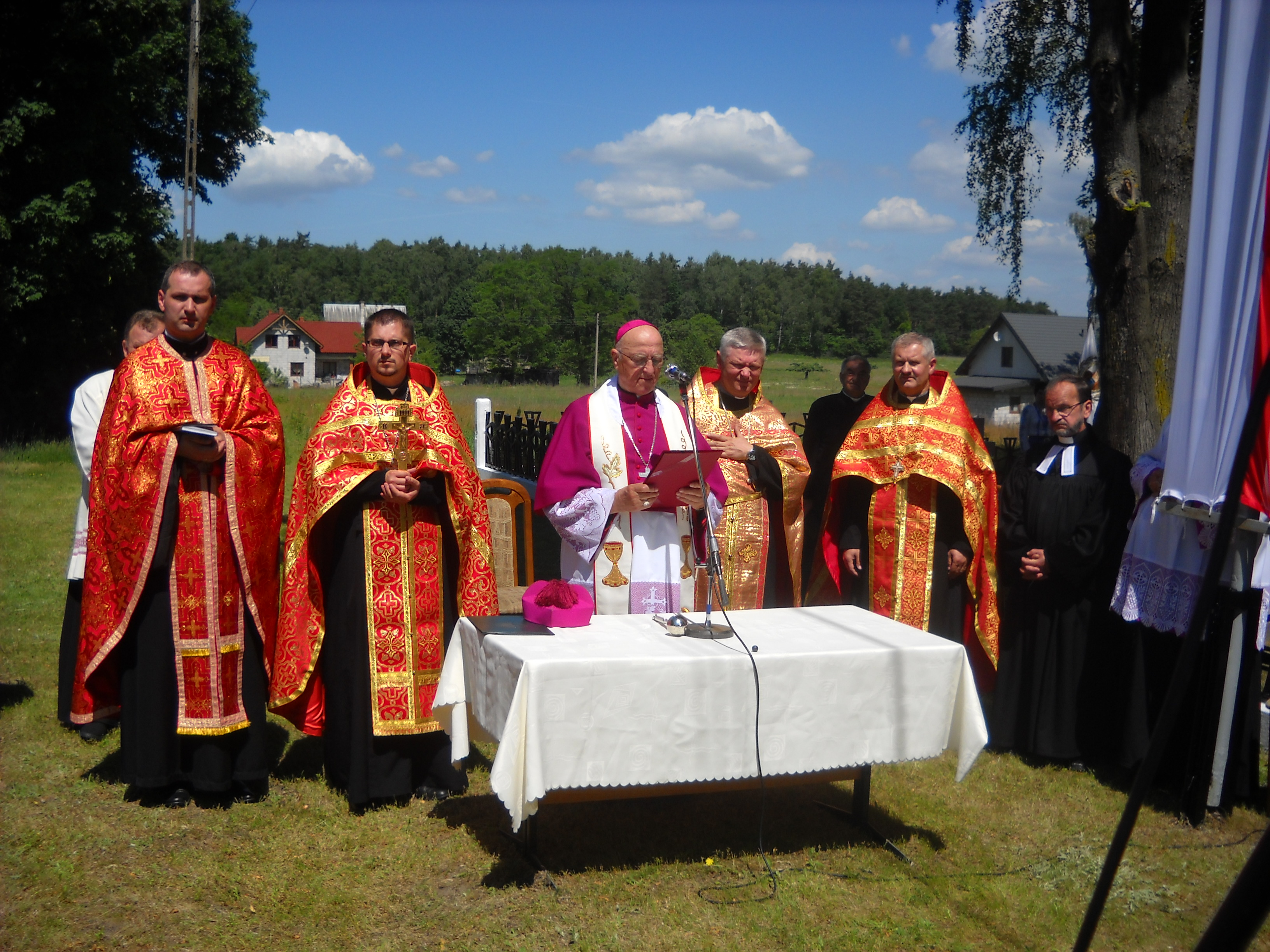
Modlitwa ekumeniczna z udziałem duchownych prawosławnych, katolickich (obrządku łacińskiego i bizantyjsko-ukraińskiego) i protestanckich na Ukraińskim Cmentarzu Wojskowym w Aleksandrowie Kujawskim

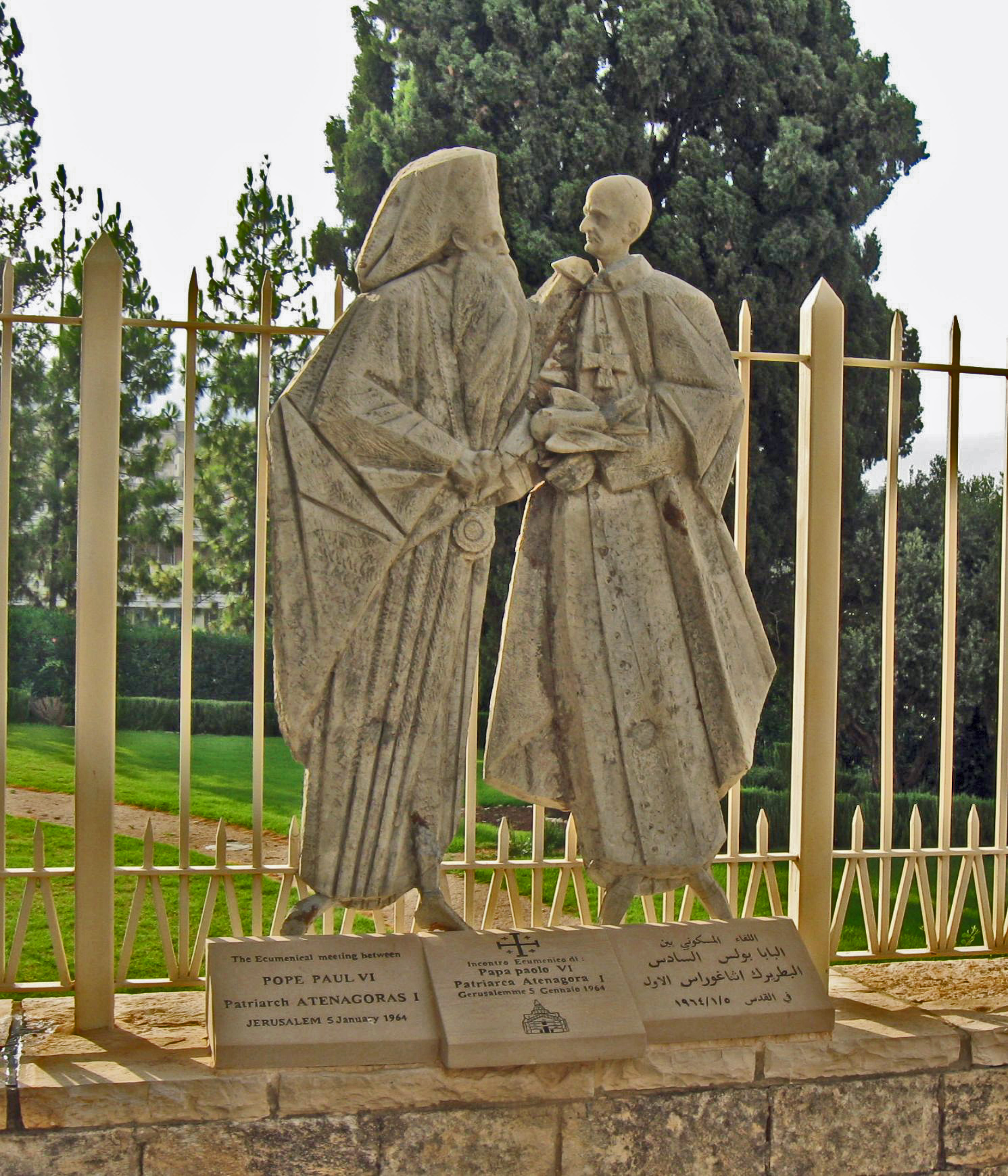
Uwiecznienie znaku pokoju przekazanego przez Pawła VI i patriarchę Konstantynopola Atenagorasa. Nazaret, bazylika Zwiastowania.

### Dialog katolicko-prawosławny
Współczesny dialog ekumeniczny między Cerkwiami prawosławnymi a Kościołem rzymskokatolickim i Kościołami wschodnimi będącymi w jedności z biskupem Rzymu, rozpoczął się w 1962 roku, gdy przedstawiciele Patriarchatu Moskiewskiego jako jedynej Cerkwi prawosławnej brali udział jako obserwatorzy w I sesji Soboru Watykańskiego II. Jednak przełomowym rokiem w stosunkach prawosławno-katolickich był 1965, kiedy to patriarcha Konstantynopola Atenagoras I i papież Paweł VI wycofali anatemy nałożone po Wielkiej schizmie wschodniej w 1054 roku. Wkrótce nastąpiły wzajemne wizyty i oficjalne rozpoczęcie dialogu teologicznego. Dialog ten jednak został przerwany w 1990 roku w związku z odradzaniem się Kościołów greckokatolickich na terenach dawnego Związku Radzieckiego oraz oskarżaniem katolików przez Cerkiew rosyjską o prozelityzm.
W 1993 roku Międzynarodowa Komisja Wspólna ds. Dialogu między Kościołem Rzymskokatolickim a Cerkwią Prawosławną wypracowała dokument, który zmierzał do przedstawienia wspólnego stanowiska wobec problemu tzw. uniatyzmu, czyli dążenia do zjednoczenia Kościoła poprzez przeciąganie poszczególnych Kościołów partykularnych na swoją stronę. W odniesieniu do poszczególnych osób nazywa się to prozelityzmem. Deklaracja odnosi się także do ponownego udzielania chrztu, które zdarza się u prawosławnych. Deklaracja tak opisuje niedobre historyczne postawy obydwu stron:

W celu legitymizacji tej tendencji będącej rodzajem prozelityzmu, Kościół katolicki wypracował koncepcję teologiczną, według której on sam jest jedynym środkiem zbawienia. W odpowiedzi z kolei Kościół prawosławny przyjął tę samą koncepcję, zgodnie z którą tylko w nim samym można osiągnąć zbawienie. Zdarzało się nawet, że w ramach zapewnienia zbawienia „odłączonym braciom” powtarzano ich chrzty i zapominano o pewnych wymaganiach odnośnie wolności religijnej i aktu wiary osoby. (Deklaracja z Balamand, 10)

Według deklaracji Cerkwie prawosławne i Kościół rzymskokatolicki potwierdzają wzajemne uznanie się za kościoły siostrzane i odrzucają zarówno uniatyzm jak i prozelityzm jako postawy nieprowadzące do jedności Kościoła opartej na prawdzie i miłości.
Wskutek historycznych zaszłości dialog wydaje się trudny. Z punktu widzenia doktryny, ogromną trudnością jest kolizja w praktycznym odnoszeniu do chrześcijaństwa uderzająco podobnej wizji Kościoła, jaką mają obie strony. To, co Kościół katolicki naucza o sobie, prawie dokładnie nauczają prawosławni o prawosławiu. Zarówno prawosławni, jak i katolicy uważają swój Kościół za podstawową kontynuację Kościoła apostolskiego. Tworzy to pytanie o to, kto w obrazie Kościoła jako rosnącego drzewa (gdzie korzenie to Dwunastu Apostołów) jest pniem, a kto odciętą gałęzią. Według prawosławnych pniem jest Cerkiew prawosławna, Kościół katolicki zaś jest gałęzią odciętą i skazaną, jeśli się nie nawróci na prawosławie, na uschnięcie. Taka wizja eklezjalna zawarta jest w definicji, która rozpoczyna dokument jubileuszowego soboru Patriarchatu Moskiewskiego z 2000 roku zatytułowany Podstawowe zasady stosunków rosyjskiej prawosławnej Cerkwi z innowiercami. Termin innowiercy to dosł. (ros.) «ino-sławie» – jako opozycja do «prawo-sławia», czyli heterodoksja:

1.1.Cerkiew prawosławna jest prawdziwym Kościołem Chrystusa, założonym przez Samego Naszego Pana i Zbawiciela, Kościołem umocnionym i napełnionym przez Ducha Świętego, Kościołem, o którym Sam Zbawiciel powiedział: "Zbuduję mój Kościół, a bramy piekielne go nie przemogą" (Mt 16, 18). Jest on Jednym, Świętym, Wspólnym (Powszechnym; dosł. (ros.) Kafoliczeskij) i Apostolskim Kościołem, skarbnicą i szafarzem Sakramentów Świętych na całym świecie, "filarem i podporą prawdy" (1 Tm 3,15).

1.2 Kościół Chrystusowy jest jeden i jedyny (św. Cyprian z Kartaginy. "O jedności Kościoła").

Mimo konfliktu co do tego, kto ma prawa do bycia spadkobiercą jedynego, świętego, powszechnego i apostolskiego Kościoła (por. Nicejsko-konstantynopolitańskie wyznanie wiary), są oczywiście otwarte drzwi do dialogu. Sobór Watykański II uznał prawosławie za najściślej zjednoczone z Kościołem Piotrowym i dość optymistycznie orzekł o pewnych formach interkomunii, wobec której późniejsze dokumenty zachowują większą powściągliwość:

Skoro więc Kościoły te mimo odłączenia posiadają prawdziwe sakramenty, szczególnie zaś, na mocy sukcesji apostolskiej, kapłaństwo i Eucharystię, dzięki którym są dotąd z nami złączone najściślejszym węzłem, pewien współudział w czynnościach świętych (communicatio in sacris), w odpowiednich okolicznościach i za zgodą kościelnej władzy, jest nie tylko możliwy, ale i wskazany.

Cerkiew prawosławna również jest nastawiona na dialog, np. poprzez wyjaśnienie terminów teologicznych, które w różnych językach mogą mieć różne znaczenia. Dla prawosławnych dialog jest także sprawą otwartości serca:

Z punktu widzenia prawosławnych, dla innowierców, droga do odzyskania jedności jest drogą uzdrowienia i przemiany świadomości dogmatycznej. Na drodze tej powinny być na nowo przemyślane tematy, które zostały przedyskutowane w epoce Soborów powszechnych. W dialogu z innowiercami ważnym jest poznanie duchowego i teologicznego dziedzictwa świętych Ojców – wyrazicieli wiary Kościoła.

4.5. Świadectwo nie może być monologiem – zakłada ono tych którzy słyszą, zakłada też przebywanie ze sobą. Dialog zakłada dwie strony, wzajemną otwartość na bycie razem, gotowość do rozumienia, nie tylko "otwarte uszy", ale i "serce, które się rozszerzyło" (2 Kor 6,11). Właśnie dlatego zagadnienia języka teologicznego, rozumienia i interpretacji, powinny być jedną z ważniejszych spraw w dialogu teologii prawosławnej z innowiercami.

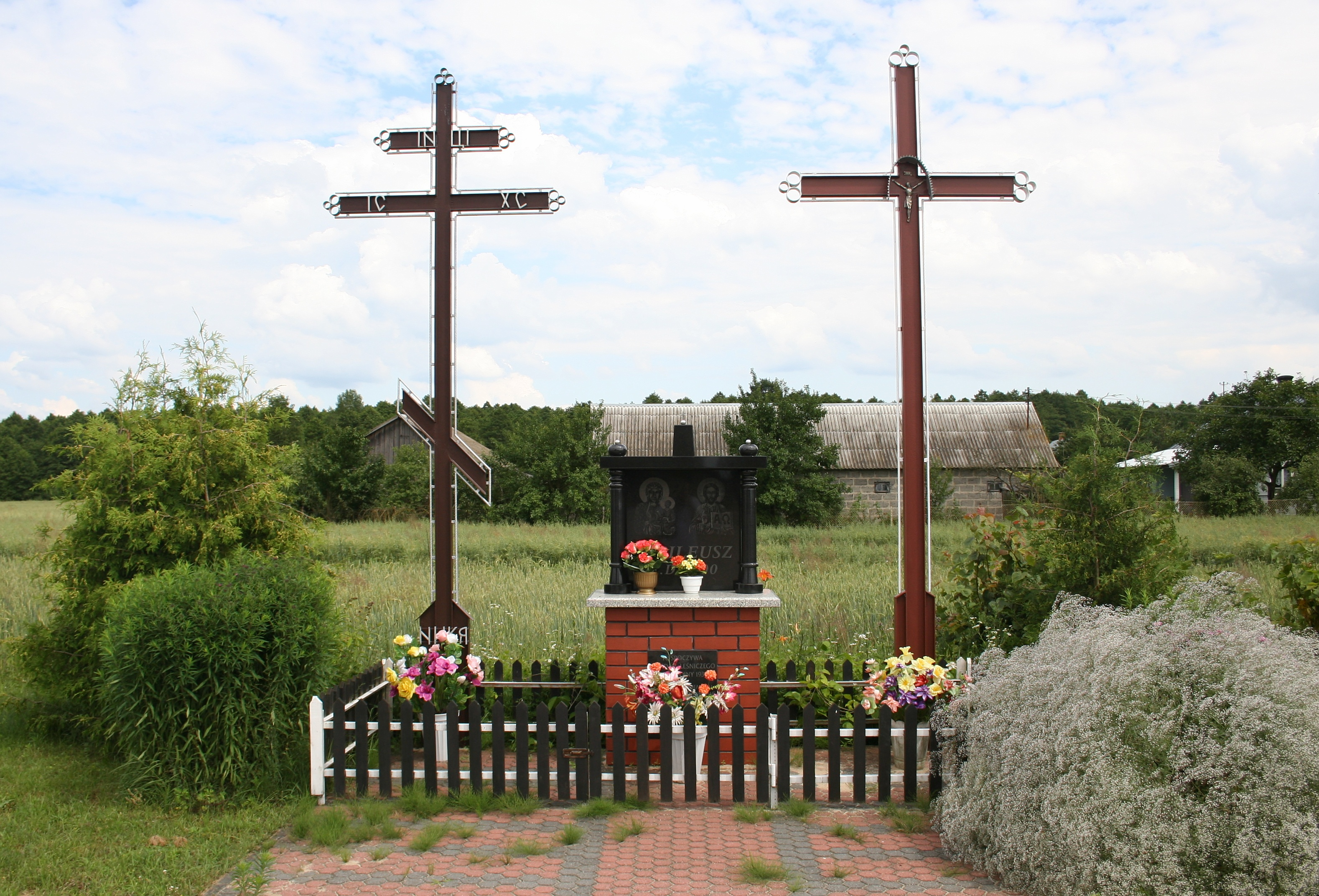
Krzyże ekumeniczne we wsi Olendry

Dialog między prawosławiem a katolicyzmem uległ zahamowaniu po sesji Komisji Wspólnej ds. Dialogu w 2000 roku w Baltimore w USA z powodu nieporozumień na linii Moskiewski Patriarchat – Kościoły greckokatolickie. Wznowiono go w Belgradzie na sesji 18–25 września 2006 roku i kontynuowano następnego roku w Rawennie 8–14 października 2007 roku. Sesje te były poświęcone zagadnieniom eklezjalnego statusu Kościołów greckokatolickich oraz prymatu następcy św. Piotra. Temat sesji w Rawennie był sformułowany następująco: Eklezjologiczne i kanoniczne konsekwencje sakramentalnej natury Kościoła: komunia eklezjalna, koncyliaryzm i władza w Kościele. Komisja była reprezentowana licznie z obydwu stron. Ze strony katolickiej obecnych było dwudziestu siedmiu z trzydziestu członków Komisji, wśród nich: kardynałowie, arcybiskupi, biskupi, księża i świeccy teolodzy. Ze strony prawosławnej obecni byli przedstawiciele wszystkich najważniejszych Cerkwi autokefalicznych, w tym patriarchaty starożytne (Konstantynopol, Aleksandria, Antiochia, Jerozolima) oraz Patriarchat Moskiewski. Przedstawiciel tego ostatniego patriarchatu na pierwszym posiedzeniu przedstawił decyzję swego Kościoła o wycofaniu się ze spotkania. Był to protest przeciw obecności przedstawiciela Cerkwi estońskiej, która wcześniej odłączyła się od Moskwy bez jej zgody, ogłaszając się cerkwią autonomiczną (w jurysdykcji konstantynopolitańskiej). Prace pozostałych członków Komisji cechował duch przyjaźni i ufnej współpracy. Kard. Walter Kasper, przewodniczący Papieskiej Rady do spraw Popierania Jedności Chrześcijan, reprezentującej Kościół rzymskokatolicki w Komisji, nazwał tę sesję przełomem w stosunkach katolicko-prawosławnych. Zapowiedziano temat następnej sesji: Rola Biskupa Rzymu w komunii Kościoła w pierwszym tysiącleciu.

### Dialog katolicko-orientalny
Kolejni papieże popisywali ze zwierzchnikami Kościołów orientalnych wspólne deklaracje. Doprowadziło to do rozpoczęcia w 2003 roku oficjalnego dialogu teologicznego.
Obecnie komisja rozważa zagadnienie sakramentów inicjacji chrześcijańskiej.
Dotychczas Komisja przyjęła dwa wspólnie wypracowane dokumenty:
- „Wyzwanie komunii w życiu wczesnego Kościoła i jego skutki w poszukiwaniu komunii obecnie”
- „Natura, struktura i misja Kościoła”

### Dialog między Kościołem rzymskokatolickim i Kościołem Starokatolickim Mariawitów
W ostatnich latach duchowieństwo Kościoła Starokatolickiego Mariawitów i Kościoła rzymskokatolickiego podejmuje dialog ekumeniczny. W 1971 roku Komisja Episkopatu do Spraw Ekumenizmu przesłała list Do Braci Mariawitów rozpoczynający wejście na drogę ekumenizmu. W 1986 roku po raz pierwszy od 80 lat przybył z oficjalną wizytą do Kościoła Mariawickiego biskup rzymskokatolicki. Był to bp Władysław Miziołek, który uczestniczył we wspólnym nabożeństwie ekumenicznym razem z biskupem mariawickim Romanem Marią Nowakiem. Wcześniej nieoficjalną wizytę w mariawickiej Świątyni Miłosierdzia i Miłości w Płocku złożył kardynał Karol Wojtyła. Od 1997 roku pracuje Komisja Mieszana do spraw Dialogu Teologicznego między Kościołem Rzymskokatolickim i Kościołem Starokatolickim Mariawitów mająca na celu prowadzenie dialogu ekumenicznego pomiędzy tymi dwoma Kościołami.
Podejście mariawitów do ekumenizmu wyrażają słowa założycielki tego ruchu, uznawanej przez mariawitów za świętą Marii Franciszki Kozłowskiej: Każdy Kościół niech zachowuje zwyczaje, modły i nabożeństwa i niech drugiemu swoich praktyk religijnych nie narzuca. We wszystkim niech będzie miłość, w rzeczach niekoniecznych do zbawienia – wolność, a w koniecznych jedność.

### Dialog między Kościołem rzymskokatolickim i Kościołem Polskokatolickim w RP
Kościół Polskokatolicki w RP jest członkiem Światowej Rady Kościołów i Konferencji Kościołów Europejskich. Duchowni polskokatoliccy są współzałożycielami Polskiej Rady Ekumenicznej. Postawa ekumeniczna Kościoła Polskokatolickiego w RP (wtedy: diecezja polska Polskiego Narodowego Katolickiego Kościoła) wynika z uchwały podjętej na I Synodzie w Warszawie w 1928 roku. Do rozpoczęcia dialogu teologicznego między Kościołem rzymskokatolickim i Polskokatolickim przyczyniła się jednak dopiero osoba obecnego zwierzchnika kościoła – bp prof. dr hab. Wiktora Wysoczańskiego. 12 lutego 1997 roku zwierzchnik Kościoła Polskokatolickiego przesłał list Jego Eminencji kard. Józefowi Glempowi z prośbą o zainicjowanie na posiedzeniu Konferencji Episkopatu Polski sprawy rozpoczęcia dialogu ekumenicznego pomiędzy Kościołami. W dniu 2 kwietnia 1997 roku kard. J. Glemp, wystosował pismo do ks. bp Alfonsa Nossola, przewodniczącego Rady do Spraw Ekumenizmu, w którym – wyrażając stanowisko Konferencji Plenarnej Episkopatu – poprosił o nawiązanie kontaktu z Kościołem Polskokatolickim. W dniu 22 kwietnia 1997 roku ks. bp W. Wysoczański przekazał ks. bp A. Nossolowi dokumenty i korespondencję dotyczącą dialogu pomiędzy Kościołem rzymskokatolickim a Kościołami starokatolickimi, w tym z Polskim Narodowym Kościołem Katolickim w USA i Kanadzie. 11 grudnia 1997 roku bp A. Nossol przesłał na ręce bp W. Wysoczańskiego pismo zawiadamiające, że 292 Konferencja Plenarna Episkopatu w Częstochowie zatwierdziła osobowy skład rzymskokatolickiej strony dialogu z Kościołem Polskokatolickim. 6 stycznia 1998 roku bp Jacek Jezierski – Biskup Pomocniczy Warmiński poinformował bp W. Wysoczańskiego, że został wyznaczony, wraz z dwoma teologami, do podjęcia kontaktu (dialogu teologicznego) z Kościołem Polskokatolickim. W dniu 10 lutego 1998 roku w Konstancinie k. Warszawy, w Domu Konferencyjnym im. bp Edwarda Herzoga, rozpoczął się oficjalny dialog ekumeniczny pomiędzy Kościołem Polskokatolickim a Kościołem rzymskokatolickim. Na nabożeństwie ekumenicznym 26 maja 2000 roku we Wrocławiu w obecności przedstawicieli Episkopatu Polski i wiernych doszło do porozumienia o współpracy i poszanowaniu Kościołów: polskokatolickiego i rzymskokatolickiego.

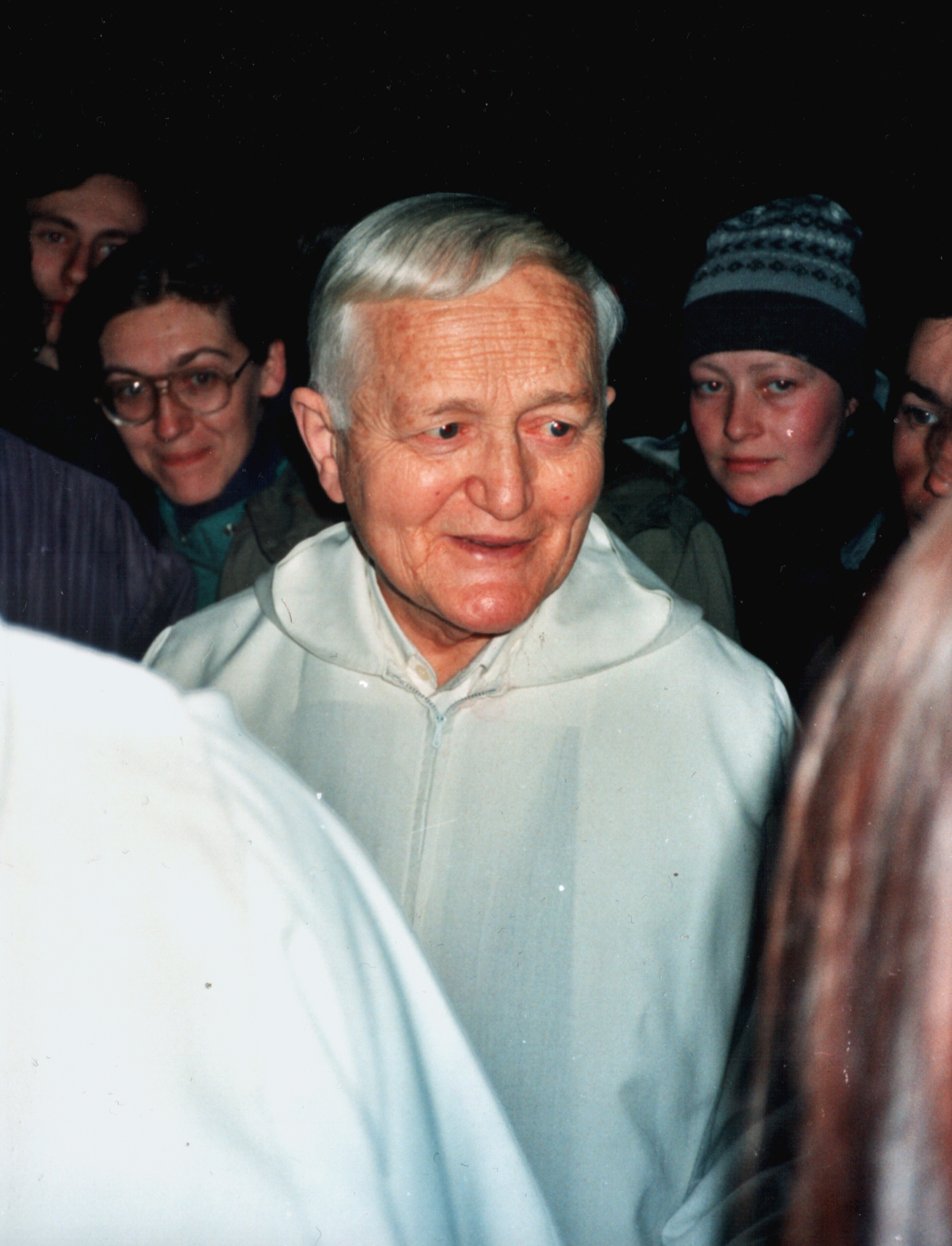
Brat Roger szerzył ideę ekumenizmu zapraszając młodych z różnych wyznań chrześcijańskich na noworoczne Europejskie Spotkania Młodych. Budapeszt, 1991/1992

## Wizja jedności Kościoła Brata Rogera z Taize
Jedną z osób, które w XX w. przyczyniły się do propagowania idei ekumenizmu, szczególnie wśród młodych, był Brat Roger, założyciel ekumenicznej Wspólnoty Taizé. Jego wizja jedności chrześcijan wypływała z przekonania, że Jezus nie przyszedł założyć jeszcze jednej religii, lecz by objawić miłość Boga i pojednać ludzi między sobą. Dlatego chrześcijanie mogą się pojednać ze sobą poprzez wspólną modlitwę, umożliwiając Duchowi Świętemu działanie w sercach. Na początku trzeciego tysiąclecia pisał w liście do młodych:

Chrystus zna naszą walkę o to, by wytrwać w wierności. Niestrudzenie mówi nam: Powierz mi siebie! Mnie oddawaj swoje lęki! Wydobywa nas z osamotnienia i daje nam oparcie w tej tajemnicy komunii miłości, którą jest Kościół.

Chcielibyśmy zawsze o tym pamiętać: Chrystus jest nade wszystko komunią. Nie przybył na ziemię, by tworzyć nową religię, ale by wzbudzić komunię miłości w Bogu.

Z im większą prostotą Kościół nas przygarnia, tym bliższy jest naszych kruchych serc. I oto bez wielu słów, także w milczeniu, zostaliśmy pociągnięci, by żyć Chrystusem dla innych.

Gdyby można było zgłębić ludzkie serce, co znaleźlibyśmy? Niespodzianką byłoby odkrycie, że w najdalszej głębi ludzkiej istoty spoczywa oczekiwanie Obecności, milczące pragnienie komunii.

Brat Roger popierał też pogląd, że dla przywrócenia jedności chrześcijaństwa, nieodzowna jest posługa, którą sprawuje następca św. Piotra jako powszechny pasterz jedności.

## Krytyka ekumenizmu

### W Kościele katolickim
W Kościele katolickim można usłyszeć głosy zarówno krytykujące zbytnie zaangażowanie w ekumenizm, jak i te, które widzą w posunięciach papieża postawy hamujące ruch ekumeniczny.
Niektóre grupy tradycjonalistów katolickich, postrzegając współczesny ruch ekumeniczny w taki sam sposób, jak encyklika Mortalium animos postrzegała pan-chrześcijan, zdecydowanie dystansują się od współczesnego ekumenizmu. Wśród nich m.in. Bractwo Kapłańskie Świętego Piusa X.
Hans Küng, szwajcarski teolog katolicki, który został w 1979 roku przez Jana Pawła II zawieszony w prawach wykładania teologii katolickiej, w liście otwartym Do biskupów świata, datowanym na 16 kwietnia 2010 roku, skrytykował postawy ekumeniczne papieża Benedykta XVI.
Wskazał m.in. na:
- Odmowę uznania statusu Kościoła, we właściwym tego słowa znaczeniu, w odniesieniu do wyznań protestanckich, nieuznawanie ich posługi sakramentalnej i interkomunii z nimi – było to zmarnowanie okazji do zbliżenia.
- Odmowę wprowadzenia w życie ustaleń Międzynarodowej Komisji Anglikańsko-Katolickiej a przyjęcie do Kościoła katolickiego żonatych duchownych anglikańskich przy równoczesnym zachowaniu celibatu księży katolickich, co powoduje porzucenie kapłaństwa przez wielu z nich.
- Antykolegialny styl przewodzenia Kościołem, nie uwzględnianie głosu innych biskupów. Kolegialność została po burzliwej dyskusji zaakcentowana na Soborze Watykańskim II w dekrecie o posłudze biskupów[26]. Jednak w okresie posoborowym zarówno papież Paweł VI, jak i kuria zaczęli ignorować znaczenie tego dekretu, wydając np. dwa lata po Soborze encyklikę o celibacie kapłańskim[27].

Zasadność krytyki Hansa Künga podważył w liście otwartym skierowanym do niego amerykański teolog i publicysta George Weigel, podając następujące argumenty:
- H. Küng nie jest świadomy doktrynalnego chaosu nękającego znaczne obszary europejskiego i północnoamerykańskiego protestantyzmu. Ta doktrynalna sytuacja protestantyzmu może spowodować zamarcie poważnego dialogu ekumenicznego.
- Odczytanie Soboru Watykańskiego II przez H. Künga większość teologów katolickich uznała za błędne. Polega ono na hermeneutyce zerwania z Tradycją, na odebraniu jej pozycji pierwszorzędnego źródła refleksji teologicznej i pozwoleniu, by to „świat” tworzył program Kościoła, jak niegdyś głosiło motto Światowej Rady Kościołów. Podejście to wspierane jest przez czasopismo Concilium. Traci ono jednak na znaczeniu w Kościele, podczas gdy pismo Communio, nazywane przez Künga reakcyjnym, cieszy się autorytetem. W ten sposób:

Soborowa „hermeneutyka ciągłości i reformy”, zakładająca kontynuację Wielkiej Tradycji Kościoła, zwyciężyła „hermeneutykę nieciągłości i zerwania”.

- Niemiecki teolog od 50 lat poszukuje liberalnego, protestanckiego katolicyzmu, mimo że liberalny protestantyzm cierpi na zapaść pod ciężarem wewnętrznych teologicznych niespójności.
- Ostatni papieże Paweł VI, Jan Paweł II i Benedykt XVI, zamiast przejawiać rzekomy autokratyzm, zachowywali się w sposób boleśnie niechętny w kwestii dyscyplinowania biskupów, którzy okazali się niekompetentni lub niegodziwi.

### W prawosławiu
Prawosławie zachowuje pewien dystans do ekumenizmu z podobnych pobudek do podanych w encyklice Mortalium animos. Prawosławie odnosi to, co papież Pius XI pisał o Kościele katolickim jako widzialnym, mającym jedną doktrynę i jedno nauczanie i jedność kierownictwa, do Prawosławnej cerkwi.
Część hierarchii lokalnych Kościołów prawosławnych wyraża sceptycyzm co do postępów dialogu katolicko-prawosławnego, w tym co do rezultatów działania Międzynarodowej Komisji Mieszanej ds. Dialogu. W lipcu 2009 roku Bułgarski Kościół Prawosławny zdecydował o rezygnacji z udziału w kolejnej sesji komisji, uzasadniając swoją decyzję brakiem jakichkolwiek postępów w dyskusji nad kwestiami dogmatycznymi dzielącymi obydwa Kościoły. Pozytywnie odniósł się natomiast do możliwości współpracy na polu społecznym i humanitarnym.
Z surową krytyką zaangażowania swojego Kościoła w ruch ekumeniczny wystąpił w maju 2010 roku biskup syktywkarski i workucki Rosyjskiego Kościoła Prawosławnego Pitirim (Wołoczkow). W artykule opublikowanym na witrynie swojej eparchii uznał on ekumenizm za ruch związany z masonerią, promujący relatywizm. Jako jedyną możliwą formę dialogu przedstawił dążenie do nawrócenia "heretyków i pogan" na prawosławie.
Z dużym dystansem wobec ekumenizmu wypowiada się część hierarchów Serbskiego Kościoła Prawosławnego, inspirowana m.in. myślą XX-wiecznego, kanonizowanego w 2010 roku teologa, archimandryty Justyna (Popovicia). Szczególnie zdecydowanym krytykiem ekumenizmu, zwłaszcza Światowej Rady Kościołów, pozostaje metropolita Artemiusz (Radosavljević), który negatywnie oceniał również zaangażowanie patriarchy konstantynopolitańskiego Bartłomieja w dialog międzywyznaniowy. Cerkiew serbska nigdy jednak nie uznała tego rodzaju poglądów za swoje oficjalne stanowisko w kwestii ekumenizmu.
Zdecydowanie krytycznie ustosunkował się do dialogu ekumenicznego Rosyjski Kościół Prawosławny poza granicami Rosji, którego Synod Biskupów w 1981 roku określił ekumenizm herezją.
Krytyczne stanowisko wobec ekumenizmu zachowuje najważniejszy prawosławny ośrodek życia monastycznego – kompleks monasterów góry Athos. W 2006 roku, po spotkaniach Benedykta XVI z patriarchą konstantynopolitańskim Bartłomiejem oraz arcybiskupem Aten i całej Grecji Christodoulosem, mnisi Athos przesłali do jednego z dzienników greckich list otwarty, w którym pisali m.in.:

Papież nie wycofał się ze swoich heretyckich nauk i polityki, lecz, przeciwnie, wyraźnie promuje Unię z zachowaniem dogmatów o prymacie i nieomylności papieża, uczestniczy we wspólnych modlitwach międzywyznaniowych oraz dąży do ustanowienia pan-religijnej hegemonii Rzymu(...) W związku z tym „dialogowi teologicznemu nie powinny towarzyszyć wspólne modlitwy ani uczestnictwo we wspólnej liturgii, ani żadne inne działania, które mogłyby sprawiać wrażenie, że Kościół prawosławny uznaje Kościół katolicki za pełnoprawny, a papieża za prawowitego Biskupa Rzymu.

Szczególnie radykalne stanowisko antyekumeniczne przyjęła w 1972 roku wspólnota klasztoru Esfigmenu, jednego z monasterów Athosu. W odpowiedzi na wycofanie przez patriarchę Atenagorasa anatemy rzuconej na Kościół zachodni, mnisi z Esfigmenu wypowiedzieli mu posłuszeństwo i ogłosili zerwanie związku z pozostałymi klasztorami na górze. Nie opuścili jednak budynków klasztoru i pozostają w nich także po tym, gdy w 2002 roku patriarcha konstantynopolitański Bartłomiej ogłosił ich wykluczenie z Cerkwi. Jako swoją dewizę zbuntowana wspólnota przyjęła hasło Prawosławie albo śmierć.

### U Świadków Jehowy
Świadkowie Jehowy nie biorą udziału w ruchach ekumenicznych, uważając, że inne religie i wyznania zostały zwiedzione przez Szatana. Wystrzegają się współpracy międzywyznaniowej i ekumenizmu, co jest ich zdaniem uzasadnione tym, że fałszywe chrześcijaństwo zdradziło Boga i Biblię, a wszystkie inne religie również nie cieszą się uznaniem Boga. Świadkowie Jehowy odnoszą je do „nierządnicy Babilon Wielki” z biblijnej Księgi Apokalipsy i uważają, iż spotka je kara ze strony Boga.